# Close to Paradise
Close to Paradise is het tweede studioalbum van de Canadese singer-songwriter Patrick Watson. Het werd op 26 september 2006 uitgebracht door Secret City Records. Een jaar later leverde het Watson de Polaris Music Prize op.

## Tracklist
1. "Close to Paradise" - 5:02
2. "Daydreamer" - 4:34
3. "Slip into Your Skin" - 3:37
4. "Giver" - 3:27
5. "Weight of the World" - 4:40
6. "The Storm" - 3:12
7. "Mr. Tom" - 2:48
8. "Luscious Life" = 3:09
9. "Drifters" - 4:27
10. "Man under the Sea" - 3:29
11. "The Great Escape" - 3:27
12. "Sleeping Beauty" - 5:11
13. "Bright Shiny Lights" - 2:34

## Musici[1]
- Anne-Marie Leblanc - cello
- Robbie Kuster - drums, percussie, marimba, achtergrondzang, zaag
- Mishka Stein - basgitaar, contrabas, klokkenspel
- Simon Angell - elektrische, gitaar, akoestische gitaar, steelgitaar, banjo
- Louis Pierre Bergeron - althobo
- Patrick Watson - piano, zang, drumcomputer
- Geneviève Bouffard - trombone

- Jasmin Frenette - trombone
- Jean-Nicholas Trottier - trombone
- Phillipe Legault - tuba
- Marilou Robitaille - altviool
- John Corbau - viool
- Marjolaine Lambert - viool